# PowerNow!
PowerNow! — технология, разработанная AMD для применения в мобильных микропроцессорах.
Тактовая частота и напряжение питания процессора автоматически снижаются, когда компьютер простаивает или недостаточно загружен. Это позволяет снизить энергопотребление (увеличить время работы от батарей) и уменьшить тепловыделение.
Аналогичная технология применяется и компанией Intel под названием SpeedStep. Вариант технологии PowerNow! для обычных немобильных процессоров называется Cool'n'Quiet.

## Процессоры, поддерживающие PowerNow!
- K6-2+
- K6-III+
- Athlon XP-M
- Мобильный Athlon 64
- Мобильный Sempron
- Turion 64 и X2
- Athlon II
- AMD Fusion
- AMD Phenom II N930 X4[1]